# CHARGE症候群
CHARGE症候群（チャージしょうこうぐん）とは、先天性疾患である。
多くの場合、鼻や耳、口など頭頚部をはじめ全身多岐にわたる障害を有する。

## 概念
- 眼球の組織の欠損（Coloboma）

- 心疾患（Heart disease）
- 後鼻孔閉鎖（Atresia choanae）
- 成長障害と精神発達障害（Retarded growth and mental development）
- 性器の低形成（Genital hypoplasia）
- 耳介の変形と難聴（Ear anomalies and deafness）

これらの、CHARGE症候群の患者に特徴的な症状の頭文字を取って命名されたが、症状の組み合わせや程度は個人によりさまざまであり、また、上記以外の他の合併症を持つ患者もいる。
上記に明記されていないが頻発の症状、若しくは上記の症状の原因となる異常に、脳神経の異常による機能障害(嚥下障害、感音性難聴、顔面の左右非対称な動き等)と内分泌系の異常(副甲状腺機能低下症によるPTH低下、それに伴う低カルシウム血症、成長ホルモンや性ホルモン、ゴナドトロピン分泌不全による骨密度の低下等)がある。
難聴は92～95%に認められる。伝音性か、感音性か、混合難聴かは個人によりさまざま。
責任遺伝子は、常染色体8番q12.1上にあるCHD7。
全ての患者にCHD7の変異が見られるわけではない。また、この変異の多くは新生突然変異であり、CHARGE症候群の両親がこの遺伝子の変異を保有している確率は低い。
生命予後は、似たような症状を呈する他の先天性疾患と比べ比較的よいとされる。また、ゆっくりだが発達を続ける。

## 診断
2019年現在の日本では、1998年にBlakeらが提唱した、大症状と小症状の組み合わせからなる診断基準が用いられている。（確定診断にCHD7の変異は必須ではない）
詳細は以下のリンク先を参照の事。
・CHARGE症候群の理解と将来に向けて
┗医師向け情報
　┗CHARGE症候群に関する医師向け情報
　　┗診断基準

## 歴史
1979年にB.D.Hallらが、後鼻孔閉鎖と他の合併症がある場合、一定のパターンがあることを報告。1981年、R.A.PagonがCHARGEと命名。当時は責任遺伝子の同定が進んでおらず、「CHARGE Association（チャージ連合（れんごう））」と呼ばれていた。2004年に常染色体8番q12.1上にあるCHD7遺伝子の突然変異と関係があることが報告され、近年は「CHARGE Syndrome:CS（チャージしょうこうぐん:CS）」と呼ばれている。